# Allium stoloniferum
Allium stoloniferum — вид трав'янистих рослин родини амарилісові (Amaryllidaceae), ендемік Центральної Мексики.

## Опис
Належить до альянсу A. kunthii на основі наявності довгих струнких кореневищ, але відрізняється наявністю повітряних цибулинок. Цибулина більш-менш яйцеподібна; внутрішні оболонки білуватого кольору, зовнішні — сіруватого або буруватого кольору. Листків 3–5, каналисті, 1–2 мм шириною, коротші або рівні до стеблини в довжину, зеленіють в період цвітіння. Стеблина висотою 1–3 дм. Зонтик з небагатьма квітками; квітконіжки замінені (повністю або частково) яйцеподібними цибулинками, деякі з яких можуть у свою чергу мати вторинні зонтики. Оцвітина широко двінчаста; сегменти довжиною 3–6 мм, ланцетні, гострі до загострених, цілі, білі з глибокими червоними серединними жилками. Пиляки довгасті й тупі. Хромосомне число n = 14.
Цвіте з червня до кінця серпня.

## Поширення
Ендемік Центральної Мексики.
Населяє скелясті місця на 2133–3000 м н. р. м. відомий лише з штатів Тлакскала та Ідальго, Мексика.